# Trupanea melantherae
Trupanea melantherae är en tvåvingeart som beskrevs av Munro 1964. Trupanea melantherae ingår i släktet Trupanea och familjen borrflugor. Inga underarter finns listade i Catalogue of Life.